# Gobiosoma longipala
Gobiosoma longipala är en fiskart som beskrevs av Ginsburg, 1933. Gobiosoma longipala ingår i släktet Gobiosoma och familjen smörbultsfiskar. Inga underarter finns listade i Catalogue of Life.